# Whale Whores
Whale Whores is de elfde aflevering van het dertiende seizoen van South Park. De aflevering werd op 28 oktober 2009 voor het eerst uitgezonden door Comedy Central in de Verenigde Staten, op 30 oktober in het Verenigd Koninkrijk. Deze aflevering parodieert Whale Wars.

## Verhaal
Stan en zijn familie vieren zijn verjaardag bij de Denver Aquarium, waar ze mogen zwemmen met de dolfijnen. Het begint bloederig te worden als de Japanners aanvallen, de dolfijnen vermoorden en Stans verjaardag verpesten. Er komt maar geen einde aan dat nutteloze gemoord. Stan neemt dus maar zelf de verantwoording om de dolfijnen te redden.